# Drakesboro
Drakesboro är en ort i Muhlenberg County, Kentucky, USA. År 2000 hade orten 627 invånare. Den har enligt United States Census Bureau en area på 1,2 km², allt är land.